# Yúliya Ivanova
Yúliya Anatólievna Ivanova –en ruso, Юлия Анатольевна Иванова– (Sosnogorsk, URSS, 9 de septiembre de 1985) es una deportista rusa que compitió en esquí de fondo. Ganó una medalla de bronce en el Campeonato Mundial de Esquí Nórdico de 2013, en la prueba de relevo.

## Palmarés internacional
| Campeonato Mundial | Campeonato Mundial     | Campeonato Mundial | Campeonato Mundial |
| Año                | Lugar                  | Medalla            | Prueba             |
| ------------------ | ---------------------- | ------------------ | ------------------ |
| 2013               | Val di Fiemme (Italia) | Medalla de bronce  | Relevo 4 × 5 km    |